# Ходкевич, Ян Иеронимович
Ян (Иван) Иерони́мович Ходке́вич (пол. Jan Hieronimowicz Chodkiewicz, лит. Jonas Chodkevičius, бел. Ян Хадкевіч); около 1530 — 4 августа 1579) — государственный и военный деятель Великого княжества Литовского, граф шкловский, стольник Великого княжества Литовского (1559—1564), великий маршалок литовский с 1566, первый губернатор Задвинского герцогства (1566—1578), генеральный староста жемайтский с 1564, староста ковенский и тельшяйский, каштелян виленский с 1574 года.

## Биография

Герб Ходкевичей — Косцеша

Представитель шляхетского рода Великого княжества Литовского, один из самых известных литовских магнатов XVI века.
Сын каштеляна виленского Иеронима Ходкевича (1500—1561) и Анны Шемет (ум. после 1563), отец знаменитого литовского полководца Яна Кароля Ходкевича.
Воспитывался в лютеранском окружении, примерно с 1547 учился в Кёнигсберге, Лейпциге и Виттенберге.
В 1552—1555 состоял на службе у императора Карла V. Принимал участие в войне с Францией.
В конце 1555 вернулся на родину и поступил на службу к великому князю литовскому.
В 1558 году Ян Ходкевич был назначен ливонским гетманом и участвовал в войне против царя Ивана IV Грозного и шведов. В 1561 при помощи и поддержке канцлера ВКЛ Николая Радзивилла Чёрного ему удалось присоединить Ливонию к Великому княжеству Литовскому.
Был одним из главных противников унии Литвы с Польшей. Возглавляя литовскую делегацию на сейме в Люблине в 1569, успешно воспрепятствовал простому присоединению ВКЛ к Польше, пытался также не допустить перехода Волыни и Киевщины в состав Польши.
После смерти не оставившего потомка короля и великого князя Сигизмунда II Августа в 1572 Ян Ходкевич предлагался к избранию королём, выступал против кандидатуры Ивана Грозного на литовский и польский престолы, поддерживал кандидатуру Генриха Валуа.
В 1575 вместе с группой польских и литовских магнатов высказывался за избрание на трон Речи Посполитой представителя Габсбургов Максимилиана II.
Предположительно с 1550-х являлся приверженцем лютеранства (ср., его отец Иероним Ходкевич, будучи вначале католиком, лютеранином стал в 1553 году), но в 1572 вернулся в католичество.

## Семья
Был женат на Кристине Зборовской (ум. в 1588), младшей дочери каштеляна краковского Мартина Зборовского (1492—1565) и Анны Конарской (ок. 1499—1575). Имел в этом браке трёх сыновей и четырех дочерей:
- Иероним Ходкевич (1559—1576)
- Александр Ходкевич (1560—1626), воевода трокский
- Ян Кароль Ходкевич (1561—1621), воевода виленский, гетман великий литовский
- София Ходкевич, жена маршалка великого литовского Кшиштофа Николая Дорогостайского (1562—1615)
- Анна Ходкевич (ум. 1626), жена князя Иоахима Корецкого (ум. 1612)
- Александра Ходкевич (ум. после 1630), жена князя Адама Александровича Вишневецкого (ок. 1566—1622)
- Эльжбета Ходкевич, 1-й муж князь Ян Жилинский, 2-й муж каштелян новогрудский Самуил Волович

Умер 4 августа 1579 года по пути в Полоцк, был похоронен в виленском замке, в костëле святого Станислава.

## Источник
- Ходкевич, Ян Иеронимович // Энциклопедический словарь Брокгауза и Ефрона : в 86 т. (82 т. и 4 доп.). — СПб., 1890—1907.